# Дорош, Анатолий
Анато́лий До́рош (род. 21 марта 1983, Вертюжаны, Молдавская ССР) — молдавский футболист, нападающий.

## Карьера

### Клубная
В двадцать лет Дорош покинул молдавский чемпионат и переехал играть в Польшу, где провел 2,5 года. После Польши перебрался в Азербайджан. Затем один сезон провел в первой лиге России, где защищал цвета ульяновской «Волги». После этого на два года вернулся в азербайджанский чемпионат. В бакинском «Олимпике», стал вторым бомбардиром первенства страны. Во второй половине 2010 года стал игроком украинского «Черноморца» из Одессы. В 2011 играл в Казахстане — сначала за команду «Иртыш», а затем за клуб «Астана».
Выступал в команде «Симург» из азербайджанского города Закаталы.
На данный момент защищает цвета «Вериса» в родном чемпионате.